# 황보 (배우)
황보(黄渤, 1974년 8월 26일 ~ )는 중국 출신 배우이다.
1996년 연극배우 첫 데뷔한 그는 10년 후 2006년 영화 《크레이지 스톤》의 깜짝 성공으로 스타덤에 올랐다. 《투우》로 대만 금마장 남우주연상을 수상했다.

## 영화 출연작
- 《봉신연의: 조가풍운》(2023년) - 강자아 역
- 《풍광적외성인》(2019년)
- 《아일랜드》(2018년) - 마진 [감독, 각본, 주연]
- 《디어리스트》(2014년)
- 《정무문 100대 1의 전설》(2011년)
- 《무인구》(2010년)
- 《투우》 (2009년)
- 《철인》 (2009년)
- 《크레이지 레이서》(2009년)
- 《크레이지 스톤》(2006년)

## 수상기록
- 2009년,《투우》로 46회 금마장 남우주연상 수상 (장가휘와 공동수상)